# ユルゲン・テーメン
ユルゲン・テーメン（Jurgen Themen、1985年10月26日 ‐ ）は、スリナム・パラマリボ出身で短距離走が専門の陸上競技選手。100mの自己ベストはスリナム選手初の10秒1台となる10秒13、200mの自己ベストはスリナム選手初の20秒台となる20秒94など、複数種目のスリナム記録保持者である。

## 経歴
2016年2月6日に室内60mで6秒68の自己ベスト（当時）をマークし、Ifrish Albergが保持しているスリナム記録（6秒68）と同等のタイムをマークしたが、これはスリナム記録に認定されなかった。
2016年2月27日のRMAC（ロッキー・マウンテン・アスレティック・カンファレンス）室内選手権男子60m決勝で6秒65のスリナム新記録を樹立した。
2016年4月15日のマウント・サック・リレー男子200mで20秒66（+2.2）をマークし、追い風参考記録ながらスリナム記録（21秒00）を大幅に上回った。
2016年5月8日のRMAC選手権男子100m決勝でスリナム新記録（当時）となる10秒20（+1.6）をマークし、ジェフリー・バナンが保持していたスリナム記録（10秒28）を塗り替えた。男子200m決勝でも21秒25（+1.6）の自己ベスト（当時）をマークし、100mと200mの2冠を達成した。
2016年5月28日のNCAA（全米大学体育協会）2部選手権男子100m決勝で南米歴代9位およびスリナム新記録となる10秒13（+1.6）をマークし、自身の持つスリナム記録を0秒07塗り替え、リオデジャネイロオリンピックの参加標準記録（10秒16）を突破して優勝した。男子200m決勝でも20秒94（+0.9）のスリナム記録を樹立し、Sammy Monselsが保持していたスリナム記録を34年ぶりに塗り替えた（結果は6位）。

## 人物・エピソード
- アダムズ州立大学（英語版）では生物学を専攻し、分子生物学者を目指している[6]。
- 好きなスポーツチームはFCバルセロナ、好きな映画はダークナイト[6]。

## 自己ベスト
記録欄の（　）内の数字は風速（m/s）で、+は追い風を意味する。
| 種目 | 記録           | 年月日        | 場所           | 備考           |
| 屋外 | 屋外           | 屋外          | 屋外           | 屋外           |
| ---- | -------------- | ------------- | -------------- | -------------- |
| 100m | 10秒13 (+1.6)  | 2016年5月28日 | ブレイデントン | スリナム記録   |
| 200m | 20秒94 (+0.9)  | 2016年5月28日 | ブレイデントン | スリナム記録   |
| 200m | 20秒66w (+2.2) | 2016年4月15日 | ウォルナット   | 追い風参考記録 |
| 室内 |                |               |                |                |
| 60m  | 6秒65          | 2016年2月27日 | シャドロン     | スリナム記録   |

## 主要大会成績
備考欄の記録は当時のもの
| 年   | 大会                                       | 場所             | 種目 | 結果    | 記録          | 備考       |
| ---- | ------------------------------------------ | ---------------- | ---- | ------- | ------------- | ---------- |
| 2007 | 南アメリカ選手権 (en)                      | サンパウロ       | 100m | 予選    | 11秒05 (-0.8) |            |
| 2007 | 南アメリカ選手権 (en)                      | サンパウロ       | 200m | 予選    | 22秒29 (+0.7) |            |
| 2007 | パンアメリカン競技大会 (en)                | リオデジャネイロ | 100m | 予選    | 11秒13 (+1.5) |            |
| 2007 | パンアメリカン競技大会 (en)                | リオデジャネイロ | 200m | 予選    | DNF           |            |
| 2007 | 世界選手権                                 | 大阪             | 100m | 1次予選 | 10秒96 (-0.1) | 自己ベスト |
| 2008 | オリンピック                               | 北京             | 100m | 1次予選 | 10秒61 (-0.2) | 自己ベスト |
| 2009 | 南アメリカ選手権 (en)                      | リマ             | 100m | 予選    | 10秒77 (-2.4) |            |
| 2009 | 南アメリカ選手権 (en)                      | リマ             | 200m | 決勝    | DNF           |            |
| 2009 | 世界選手権                                 | ベルリン         | 100m | 1次予選 | 11秒24 (-0.7) |            |
| 2011 | 中央アメリカ・カリブ選手権 (en)            | マヤグエス       | 100m | 予選    | 10秒99 (-1.8) |            |
| 2011 | ユニバーシアード (en)                      | 深圳             | 100m | 1次予選 | 10秒87 (-0.4) |            |
| 2011 | ユニバーシアード (en)                      | 深圳             | 200m | 1次予選 | 22秒14 (+1.2) |            |
| 2011 | 世界選手権                                 | 大邱             | 100m | 予選    | 10秒94 (-1.3) |            |
| 2011 | パンアメリカン競技大会 (en)                | グアダラハラ     | 100m | 予選    | 11秒71 (-2.0) |            |
| 2012 | オリンピック                               | ロンドン         | 100m | 予選    | 10秒53 (-1.4) |            |
| 2014 | パンアメリカン スポーツフェスティバル (en) | メキシコシティ   | 100m | 予選    | 11秒05 (-1.6) |            |
| 2014 | パンアメリカン スポーツフェスティバル (en) | メキシコシティ   | 200m | 予選    | 22秒77 (-0.6) |            |
| 2015 | 南アメリカ選手権 (en)                      | リマ             | 200m | 予選    | 22秒11 (-1.1) |            |
| 2016 | オリンピック                               | リオデジャネイロ | 100m | 予選    | 10秒47 (-0.4) |            |